# Never Gonna Leave This Bed
Singles de Maroon 5
Give a Little More
(2010) Moves like Jagger
(2011)
Never Gonna Leave This Bed est une chanson du groupe pop rock Maroon 5 sortie en 2011. Il s'agit du quatrième extrait de leur troisième album Hands All Over.
Le clip, réalisé par Tim Nackashi, montre Adam Levine et sa petite amie de l'époque Anne Vyalitsyna dans un lit, à l'arrière d'un camion vitré, déambulant dans les rues de Los Angeles,.

## Classements
| Classement        | Meilleure position |
| ----------------- | ------------------ |
| Singles Top 100   | 82                 |
| Billboard Hot 100 | 55                 |
| Hot 100 Airplay   | 23                 |
| Top 40            | 29                 |